# Pheidole ernsti
Pheidole ernsti är en myrart som beskrevs av Auguste-Henri Forel 1912. Pheidole ernsti ingår i släktet Pheidole och familjen myror. Inga underarter finns listade i Catalogue of Life.